# Pascal Walder
Pascal Walder (* 12. Februar 1972 in London) ist ein Schweizer Kameramann.

## Leben
Der international tätige Kameramann Pascal Walder wollte zusammen mit dem Regisseur Michael Steiner nach dem Gymnasium die Hochschule für Gestaltung und Kunst (HGKZ) besuchen, welche die beiden jedoch nicht aufnahm. Pascal Walder besuchte nach dem gescheiterten Start ein Architekturstudium an der ETH Zürich. Seit Mitte der 1990er Jahre ist Pascal Walder in der Filmbranche tätig. Pascal Walder arbeitet zum grössten Teil in der Werbefilmbranche. Er arbeitete mit internationalen Stars wie Orlando Bloom, Julianne Moore, Aishwarya Rai, Heidi Klum, Lucy Liu, Fernanda Lima, Gong Li, Deepika Padukone, Qi Shu, Til Schweiger, Heike Makatsch u. v. m.

## Filmografie (Auswahl)
- 1996: Ein schlechter Trip (Regie: Michael Steiner) (TV-Film)
- 1997: Die Nacht der Gaukler (Regie: Michael Steiner, Pascal Walder)
- 1999: Exklusiv (Regie: Florian Froschmayer)
- 2001: Spital in Angst (Regie: Michael Steiner)
- 2005: Mein Name ist Eugen (Regie: Michael Steiner)
- 2010: Sennentuntschi (Regie: Michael Steiner)
- 2012: Das Missen Massaker (Regie: Michael Steiner)
- 2019: Der Büezer (Regie: Hans Kaufmann)
- 2020: The Inexplicable Tale Of The Girl In The Feather Jacket (Regie: Ivo Wejgaard)
- 2023: Early Birds (Regie: Michael Steiner)